# 烏魯斯拉格納
烏魯斯拉格納（阿維斯陀語：Vərəθraγna）是古波斯的神名，瑣羅亞斯德宣稱祂是英雄神，因此後來成為瑣羅亞斯德教的守護戰神。

## 概要
烏魯斯拉格納的名字又包含了勝利的意思，用阿維斯陀語、中古波斯語則會讀成烏魯斯拉（Varhrān），「將障礙打破的人」的意思包含在內。祂還有其他的別名像是 Vahram，Vehram，Bahram，Behram 和其它許多不同的合在一起所延伸而來。
為原古時代的伊朗人民們所崇拜。瑣羅亞斯德教的神學裡被歸類為中級神。以男性的身姿做為神的外表出現、特別是掌管戰爭與勝利的神、將會賜與信仰自己的人民們勝利和給予那些偽善和邪惡的人懲罰。
烏魯斯拉格納在戰場上的兩軍之間以四枚翅膀的身姿顯現於地面、最先獲得他所關注的一方將會獲得勝利。在古波斯裡屬於火星神。
祂在古波斯的薩珊王朝裡被熱心的崇拜和擁有極高度信仰的勝利戰神。
它的初代皇帝是阿爾達希爾一世，自己建立起烏魯斯拉格納的聖火臺，從此以後薩珊王朝歷代的皇帝都必須要來此朝聖。
亞美尼亞民族的英雄神烏亞哈恩（Vahagn）是從烏魯斯拉格納開始的起源，同樣都能將龍蛇屬性怪物斬殺。

## 十大化身
根據《烏魯斯拉格納祭儀書》證明，戰神烏魯斯拉格納有變身的能力，會以十種不同的化身姿態在瑣羅亞斯德教的信徒前出現。
再來就是烏魯斯拉格納會在戰鬥中變化身姿，特別是和密特拉一樣會以力量強大的山豬化身出現在戰場上，教徒們也用畫像把那副身姿給描繪了出來。
最後是鳳之化身的時候靈力會是最高，據說持有他的羽毛的話就能消除一切災難或是詛咒。另一種說法是碰到與羽毛相連的身體的話，能夠將有惡意的詛咒或是術式反彈亦或是消除。
1. 強風
2. 擁有黃金之角的公牛
3. 身披黃金飾品的白馬
4. 利牙與長毛覆蓋強壯雙足的駱駝
5. 銳利爪子的山猪
6. 散發著光輝的少年
7. 鳳
8. 美麗的牡羊
9. 擁有銳利雙角的雄鹿
10. 手持黃金之劍的人類戰士